# Большой Нарыс
Большой Нарыс — река в России, протекает по Уватскому району Тюменской области. Устье реки находится в 43 км по левому берегу реки Носка. Длина реки составляет 15 км.
Система водного объекта: Носка → Иртыш → Обь → Карское море.

## Данные водного реестра
По данным государственного водного реестра России относится к Иртышскому бассейновому округу, водохозяйственный участок реки — Иртыш от впадения реки Тобол до города Ханты-Мансийск (выше), без реки Конда, речной подбассейн реки — бассейны притоков Иртыша от Тобола до Оби. Речной бассейн реки — Иртыш.
Код объекта в государственном водном реестре — 14010700112115300013180.